# Louis Grodecki
Louis Grodecki, né à Varsovie le 18 août 1910, mort à Paris le 28 mars 1982, est un historien de l'art français, spécialiste de l'art médiéval, notamment de l'architecture ottonienne et du vitrail.

## Biographie
Né et élevé en Pologne, dans la partie sous administration russe, il commence par étudier les techniques de scène à Berlin sous Emil Preetorius (1883-1973), puis s'installe à Paris pour suivre les cours de l'École du Louvre (1928-1931). Encouragé par son professeur, Charles Mauricheau-Beaupré, à se rapprocher d'Henri Focillon, il s'inscrit à la Sorbonne (1928-1933) et devient son assistant (1932-1936 pour l'art moderne, 1937-1939 pour l'art du Moyen-Âge). Il est naturalisé français en 1934, lauréat de la bourse Bulteau-Lavisse en 1936 (voyage à Vienne, Prague, Berlin), et effectue son service militaire dans le 2e régiment de dragons basé à Provins (1936-1937). L'année suivante, il devient l'assistant de Louis Réau. Il est rappelé aux armées en 1939-1940 et interné à Drancy en 1942-1943. Il travaille jusqu'à la fin de la guerre chez Picard. 
Après 1945, il travaille comme archiviste à la Direction de l'architecture, et se spécialise sur les vitraux, à la faveur des nombreuses campagnes de dépose et de restauration de l'après-guerre. Il collabore avec Jean Taralon (1909-1996), futur inspecteur général des monuments historiques, sur la conservation des vitraux et la réalisation de campagnes photographiques. 
En 1948, à l'invitation de Sumner Mc Knight Crosby et de la Société Henri Focillon, il est le premier boursier Focillon à l'université Yale. Il y publie un article sur le vitrail du XIIIe siècle et, en 1949, un essai sur les rapports entre architecture et vitrail. De retour en France, il entre au CNRS. En 1949-1950, il est chercheur invité à l'Institute for Advanced Study de Princeton, à l'invitation d'Erwin Panofsky. Il y rencontre Hanns Swarzenski. En 1959-1960, il est professeur invité à l'université Harvard. 
De 1953 à 1961, il occupe le poste de conservateur au musée des plans-reliefs à Paris. À partir de 1961, il est chargé d'enseignement d'histoire de l'art à l'université de Strasbourg. Il accroît alors ses contacts avec les chercheurs allemands, dont Willibald Sauerländer. En 1965, il charge Roger Lehni, qui faisait partie de ses anciens étudiants, de créer et diriger le secrétariat de la Commission régionale d’Alsace chargée de l'Inventaire des monuments et richesses artistiques. Les premières enquêtes portent alors sur le quartier Saint-Thomas à Strasbourg (1964), sur les communes du canton de Guebwiller et sur celles du canton de Saverne (depuis 1965 et 1966). En 1970, il devient docteur ès lettres puis professeur en Sorbonne jusqu'à sa retraite. 
À l'inverse de nombreux chercheurs français, Grodecki possédait une grande connaissance des travaux historiques allemands, notamment ceux d'Adolph Goldschmidt, Julius Schlosser et Wilhelm Pinder. Sa méthode se fondait sur l'analyse des formes davantage que sur les textes. En 1961, il publia deux articles sur Saint-Denis qui s'appuyaient sur des sources plus concrètes pour expliquer le programme de l'édifice que les textes philosophiques évoqués par Panofsky. Son débat avec Robert Branner, qu'il rencontra au moment des fouilles de Saint-Denis, sur Pierre, Eudes et Raoul de Montreuil, fut célèbre. 
« L’Inventaire a été d’abord le souci d’historiens de l’art. On ne peut manquer de souligner le rôle considérable du Prof. Louis Grodecki, de l’Institut d’Histoire de l’Art de l’Université de Strasbourg, qui éprouvait un vif intérêt pour ces questions et travaillait avec André Chastel sur ce sujet depuis 1960. Louis Grodecki a été, avec André Chastel, l’un des deux fondateurs de l’Inventaire en France. Avec Chastel, il a contribué à la mise au point de premières fiches qui étaient destinées aux enquêtes. Chastel devait, plus que Grodecki, s’engager ensuite dans le fonctionnement et la marche de l’Inventaire, préparant des documents pour le IVe Plan, etc. Louis Grodecki avait orienté certains de ses étudiants vers des analyses de catégories d’édifices, ainsi les églises gothiques d’ordres mendiants (Roland Recht), les églises du XVIIIe siècle (Roger Lehni) ; il devait initier aussi une enquête, alors fort neuve, sur l’art 1900 à Strasbourg. C’est lui qui a formé une partie des premiers chercheurs de l’Inventaire en Alsace. » 
Grodecki se remaria avec Catherine Gauchery, dans les années 1950. Parmi ses étudiants : Xavier Barral i Altet, Catherine Brisac (qui acheva et fit paraître son manuscrit sur Le Vitrail gothique), Florens Deuchler, Jane Hayward (1918-1994), Anne Prache (1931-2009), Roland Recht, Élisabeth Lescroart-Cazenave.
Ses archives sont déposées à l'Institut national d'histoire de l'art, à Paris. 2500 titres de sa bibliothèque de chercheur sont consultables au Centre de documentation du musée de Cluny et catalogués dans la Catalogue Collectif des Bibliothèques des Musées Nationaux.

## Principales publications
- Ivoires français, Paris: Larousse, 1947, 156 p.
- Vitraux des églises de France, Paris: Éditions du Chêne, 1947. [Édition anglaise : The Stained Glass of French Churches, London: L. Drummond, 1948].
- (en) « The Transept Portals of Chartres Cathedral: The Date of Their Construction According to Archaeological Data », in: The Art Bulletin, Vol. 33, No. 3 (Sep., 1951), pp. 156-164, Texte intégral.
- Vitraux de France, du XIe au XVIe siècle, catalogue de l'exposition (Paris : Musée des arts décoratifs, 1953), Paris : Caisse nationale des monuments historiques, 1953
- L'Architecture ottonienne : au seuil de l'art roman, Paris: A. Colin, 1958[6].
- Sainte-Chapelle, Paris: Caisse nationale des monuments historiques, 1960.
- Chartres, New York: Harcourt, Brace & World, 1963.
- « Pierre, Eudes et Raoul de Montreuil à l’abbatiale de Saint-Denis », in: Bulletin monumental, t. 122, 1964, p. 269-74.
- « Les arcs -boutants de la cathédrale de Strasbourg et leur origine », in: Gesta, Vol. 15, No. 1/2, [Essays in Honor of Sumner McKnight Crosby] (1976), pp. 43-51, Texte intégral.
- « Le chapitre XXVIII de la Schedula du moine Théophile: technique et esthétique du vitrail roman », in: Comptes rendus des séances de l'Académie des Inscriptions et Belles-Lettres, 120e année, N. 2, 1976. pp. 345-357. doi : 10.3406/crai.1976.13258 Texte intégral.
- Le Vitrail roman, Fribourg : Office du livre, 1977.
- Recensement des vitraux anciens de la France, Paris: Éditions du Centre national de la recherche scientifique, 1978-... : Les Vitraux du Centre et des Pays de la Loire. Recensement des vitraux anciens de la France 2. Paris: Éditions du Centre national de la recherche scientifique, 1981; Les vitraux de Paris, de la région parisienne, de la Picardie et du Nord-Pas-de-Calais. Paris: Centre national de la recherche scientifique, 1978.
- Études d'art médiéval offertes à Louis Grodecki, Paris : Ophrys, 1981.
- « A propos d'une étude sur les anciens vitraux de la cathédrale de Canterbury », in: Cahiers de civilisation médiévale, 24e année (n°93), Janvier-mars 1981. pp. 59-65. doi : 10.3406/ccmed.1981.2164 Texte intégral.
- Le vitrail gothique au XIIIe siècle, Fribourg : Office du livre, 1984, [Édition anglaise : Gothic stained glass : 1200-1300, London : Thames and Hudson, 1985].

En collaboration
- avec Mary Weedon: « A Stained Glass Atelier of the Thirteenth Century: A Study of Windows in the Cathedrals of Bourges, Chartres and Poitiers », in: Journal of the Warburg and Courtauld Institutes, Vol. 11, (1948), pp. 87-111, Texte intégral.
- avec F. Mütherich, J. Taralon et Fr. Wormald: Le Siècle de l'an mil, Paris: Gallimard, "L'Univers des formes", 1973.
- avec A. Prache et Roland Recht: Architecture gothique, Paris: Berger-Levrault, 1979. Éd. anglaise : Gothic Architecture, New York: Harry N. Abrams, 1977.